# Batali River
Der Batali River ist ein Fluss an der Westküste von Dominica im Parish Saint Joseph.

## Geographie
Der Batali River entspringt mit mehreren Quellbächen am Südhang des Morne Diablotins im Central Forest Reserve (Kachibona / Imrays View ⊙, 900 m). Er verläuft nach Südwesten durch das Macatrim Valley und die Quellbäche vereinigen sich bei En L'Ilet. Im Mittellauf verläuft er teilweise parallel zum Coulibistrie River, der nur wenige hundert Meter weiter westlich verläuft. Er fließt durch Jamsen und erreicht dann das Tiefland. Bei Au Piton wendet er sich nochmals stärker nach Westen und mündet bei Morne Raquette ins Karibische Meer.